# Вишневский, Александр Владимирович
Александр Владимирович Вишневский (род. 4 февраля 1967 года, Красноярск) — российский бодибилдер, чемпион мира (2000 г., Малакка (Малайзия) в весовой категории до 90 кг).

## Биография
В детстве и юности жил в городе Кирово-Чепецке Кировской области.
В возрасте с 7 до 14 лет занимался гимнастикой.
Окончив Ленинградский инженерно-строительный институт (ЛИСИ), поступил на службу в армию в ВВС, после окончания которой в 1987 году занялся бодибилдингом.
В 1989 году в Клайпеде занял первое место на «чемпионате СССР среди юниоров» в Санкт-Петербурге в весовой категории до 70 кг, получив звание «мастера спорта».
В ноябре 2000 года А. Вишневский занял первое место на чемпионате мира в Малакке, в весовой категории до 90 кг и вскоре после этого стал тренером известных российских бодибилдеров.
Жена — бывшая гимнастка, занималась художественной гимнастикой, помогала ставить сценические выступления Вишневского на соревнованиях.

## Достижения
Александр Вишневский участвовал в следующих соревнованиях по бодибилдингу:

### Среди любителей
- май 1989; чемпионат СССР среди юниоров; 1 место до 70 кг
- май 1989; чемпионат Санкт-Петербурга среди юниоров; 1 место до 70 кг, абсолютный чемпион
- май 1989; чемпионат Санкт-Петербурга среди мужчин; 1 место до 70 кг
- май 1990; чемпионат Санкт-Петербурга; 1 место до 80 кг, абсолютный чемпион
- декабрь 1990; международный турнир «Мистер Урал»; 1 место до 80 кг
- май 1991; чемпионат Санкт-Петербурга; 1 место до 90 кг
- май 1992; чемпионат Санкт-Петербурга; 1 место до 90 кг
- май 1992; чемпионат России; 1 место до 90 кг
- май 1992; чемпионат Европы, Острава, Чехословакия; 1 место до 80 кг
- май 1993; международный турнир, Тюмень; 1 место до 80 кг
- май 1993; чемпионат России; 1 место до 90 кг, абсолютный чемпион
- октябрь 1993; чемпионат России; 1 место до 90 кг, абсолютный чемпион
- ноябрь 1993; чемпионат мира, Сеул; 3 место до 80 кг
- май 1994; чемпионат Европы, Тюмень; 1 место до 90 кг
- ноябрь 1994; чемпионат мира, Шанхай, Китай; 4 место до 80 кг
- ноябрь 1995; чемпионат мира, остров Гуам; 6 место до 90 кг
- ноябрь 1999; чемпионат мира, Братислава; 3 место до 90 кг
- апрель 2000; кубок Санкт-Петербурга; 1 место до 90 кг
- апрель 2000; кубок Московской области; 1 место до 90 кг
- май 2000; кубок России; 1 место до 90 кг
- октябрь 2000; чемпионат России; 2 место до 90 кг
- ноябрь 2000; чемпионат мира, Малакка; 1 место до 90 кг

### Среди профессионалов
- май 2003; «Ночь чемпионов», Нью-Йорк; 22 место
- июнь 2003; «Hungarian Pro», Дебрецен; 11 место
- май 2004; «Ночь чемпионов», Нью-Йорк; 19 место
- июнь 2004; «Hungarian Pro», Дебрецен; 10 место

## Известные ученики
- Игорь Гостюнин — чемпион мира по классическому бодибилдингу
- Леонов Андрей — абсолютный чемпион Санкт Петербурга и Ленинградской области